# Rippl-Rónai-villa
A Rippl-Rónai-villa, más néven Róma-villa Kaposvár egyik műemléképülete. 1915-ben, a francia fogságból hazatérvén, ötvennégy éves korától ebben a villában lakott és alkotott Rippl-Rónai József, a magyar impresszionista festészet kiemelkedő alakja. Az épület Kaposvár Rómahegy nevű részében található, nevét is erről a városrészről kapta. Ma a művész emlékmúzeuma.

## Története
Rippl-Rónai 1908-ban árverés útján vásárolta meg Kaposvár déli szélén, a szőlőskertek övezetében a parkos ligettel körülzárt emeletes nyaralóépületet – gazdasági házakkal, szántóval és legelővel. Kész művészparadicsom volt már; Gundy György pesti operaénekes ízlése nyomán formálódott ki 1868-tól, negyven éven át. A Róma Villa nevet is Gundy adta neki.
A festő tehát tízholdas birtokos gazda lett. A későbbiek során még négy hold szomszédos szőlőt és szántót vett hozzá. Tehenet, birkákat, lovat, szamarat, baromfikat, méheket, kutyát és pávát tartott. Rippl-Rónai halála után nevelt fia, Martyn Róbert örökölte a villát.

## Az emlékmúzeum
A szobák a művész saját bútoraival és nyolcvan képével hűen tükrözik az eredeti állapotokat. Az otthoni környezet és a családi atmoszféra Rippl-Rónai művészetének állandó témájául szolgált. A művészi kifejezés érdekében merész formai, stílusbeli újításokra is vállalkozott.
A villa felújított parkjában minden tavasszal tízezernyi nárcisz nyílik, erre építve 2014 óta minden tavasszal megrendezik itt a családi programokkal tarkított Nárciszünnepet, ahol megkóstolható az úgynevezett Rippl-Rónai-torta is. 2016-ban újabb 8000 nárciszt ültettek a meglevő tízezer mellé.

## Képek

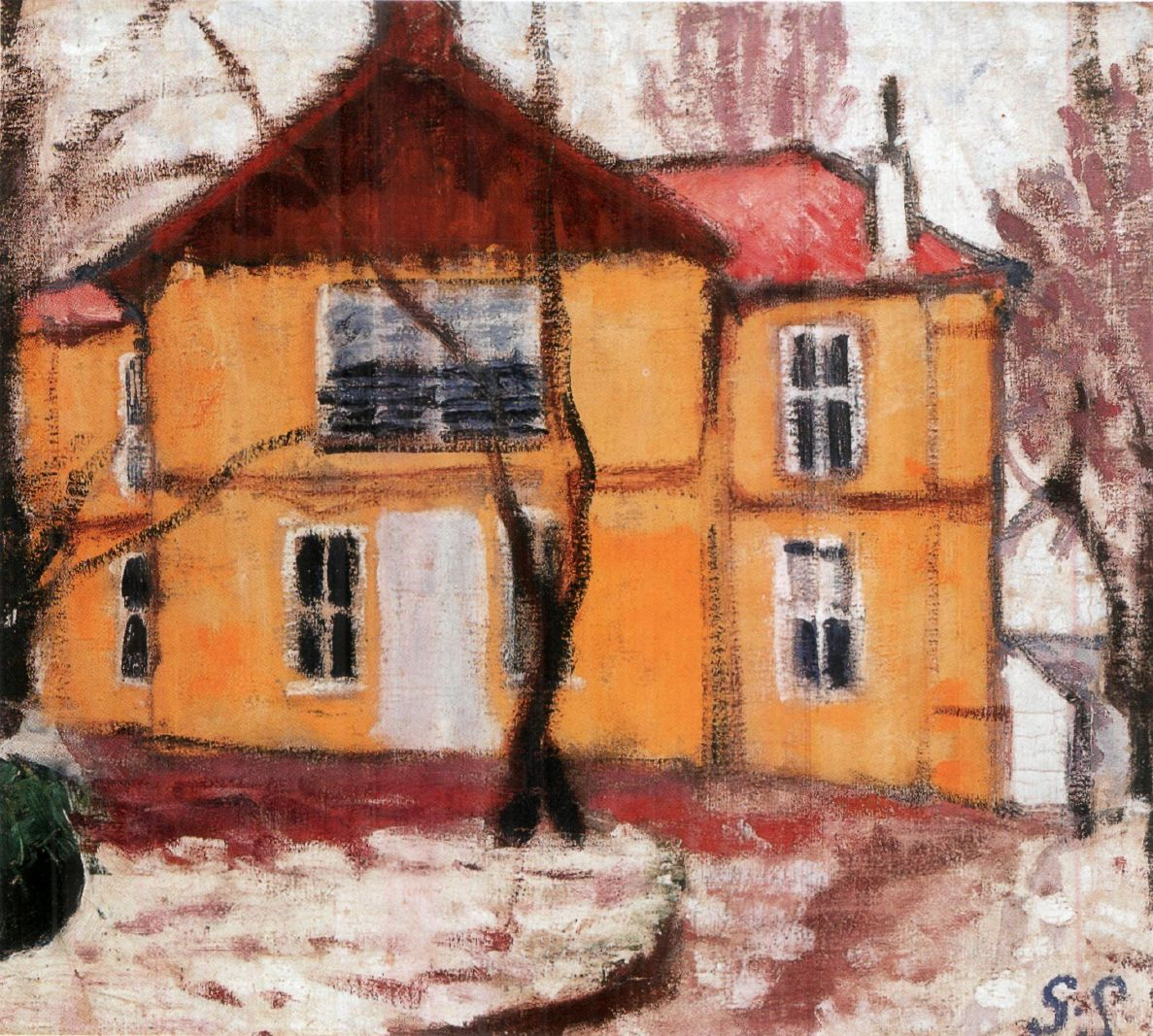
A villa Galimberti Sándor festményén
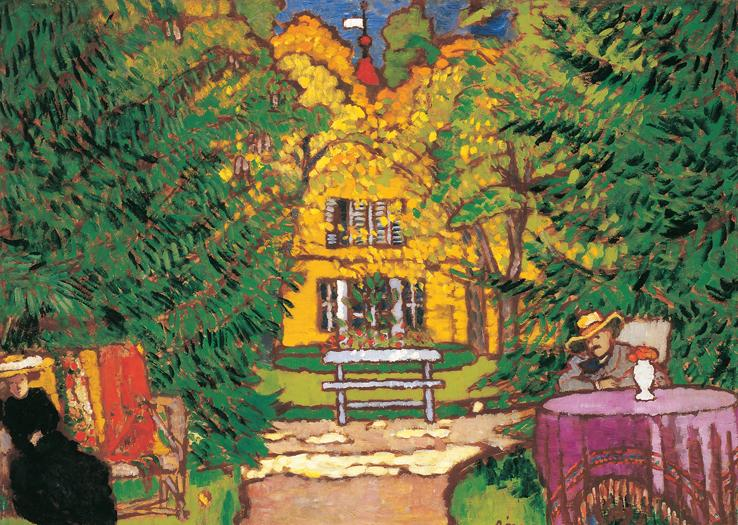
A villa Rippl-Rónai József festményén
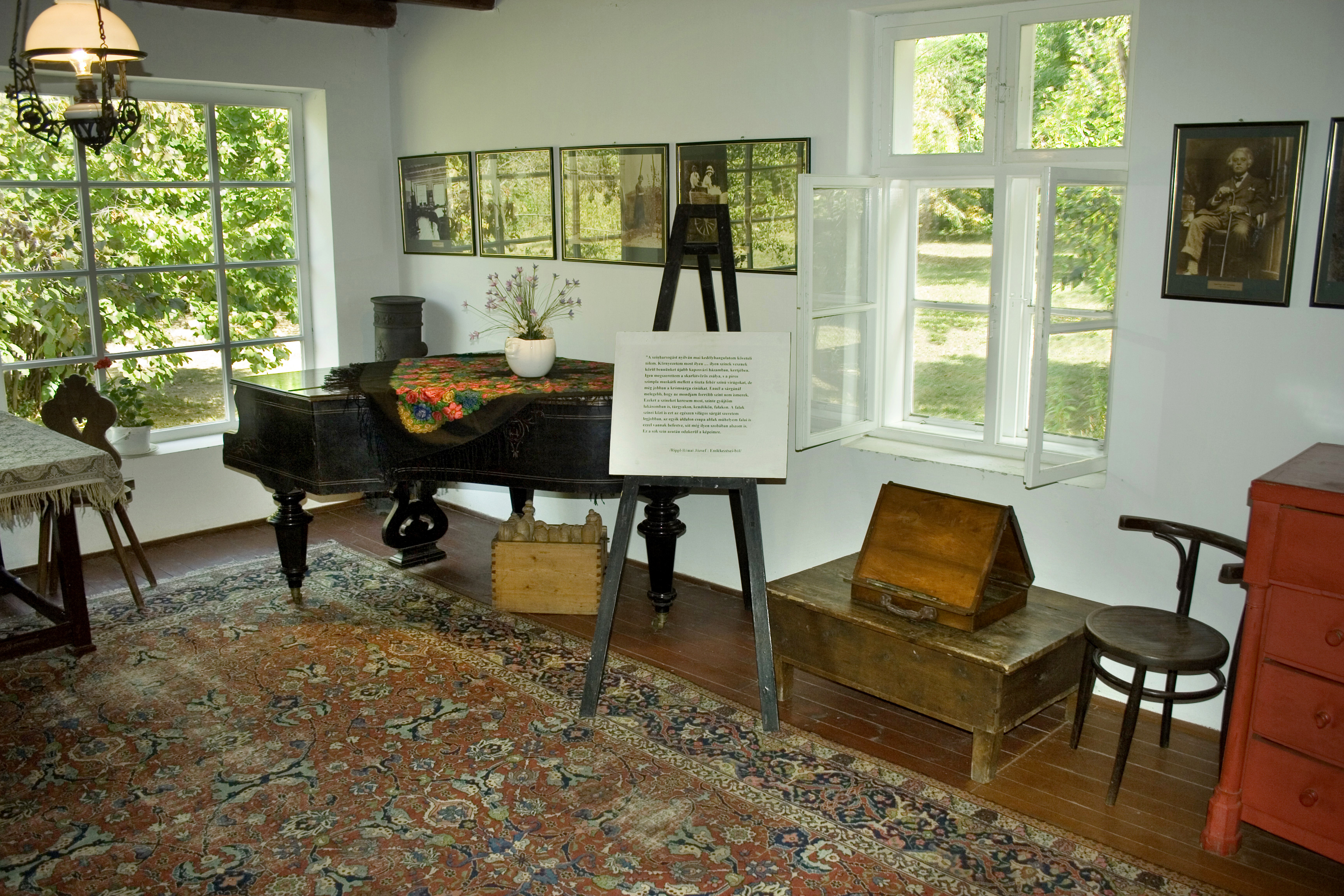
Rippl-Rónai műterme
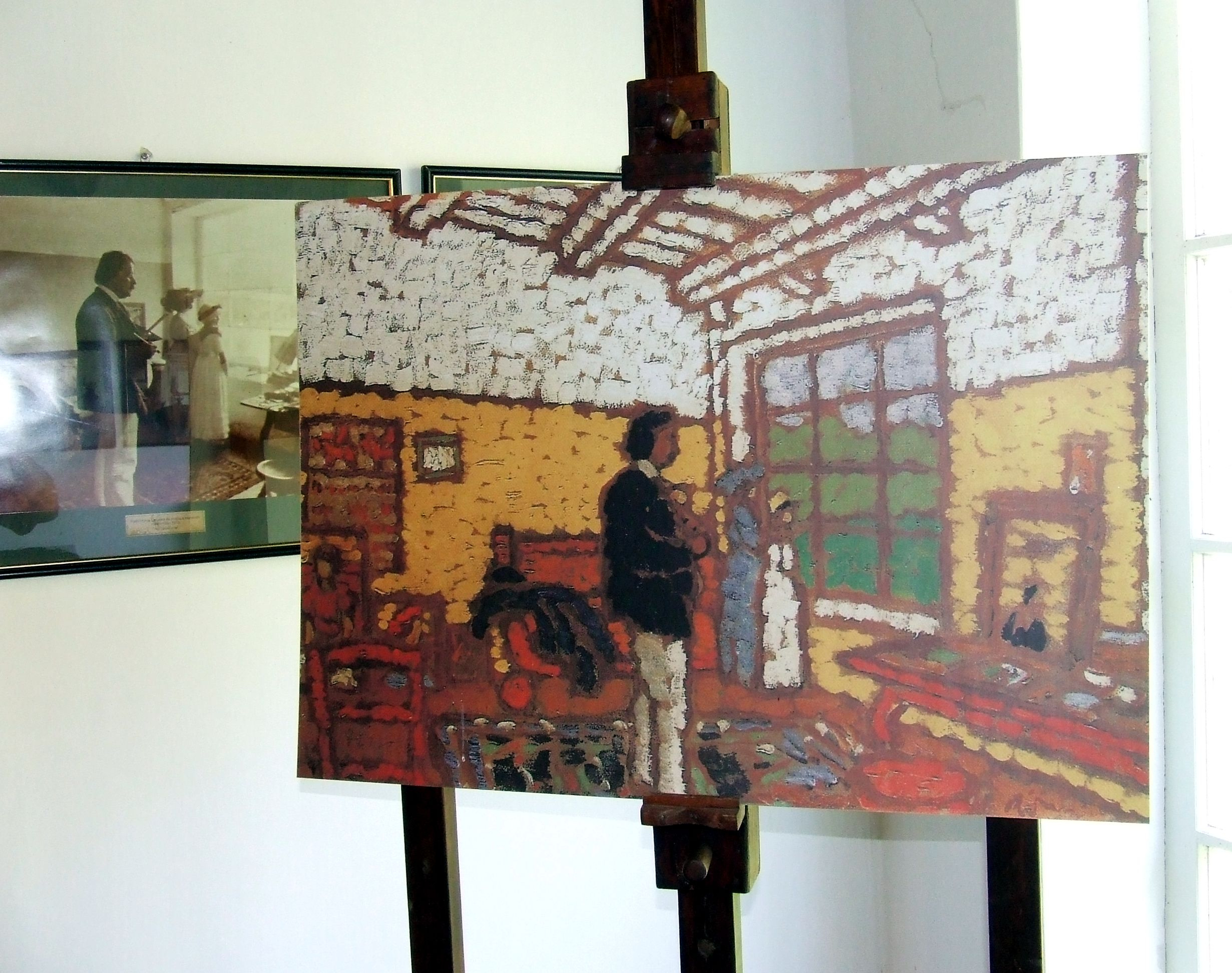
A mai emlékmúzeum
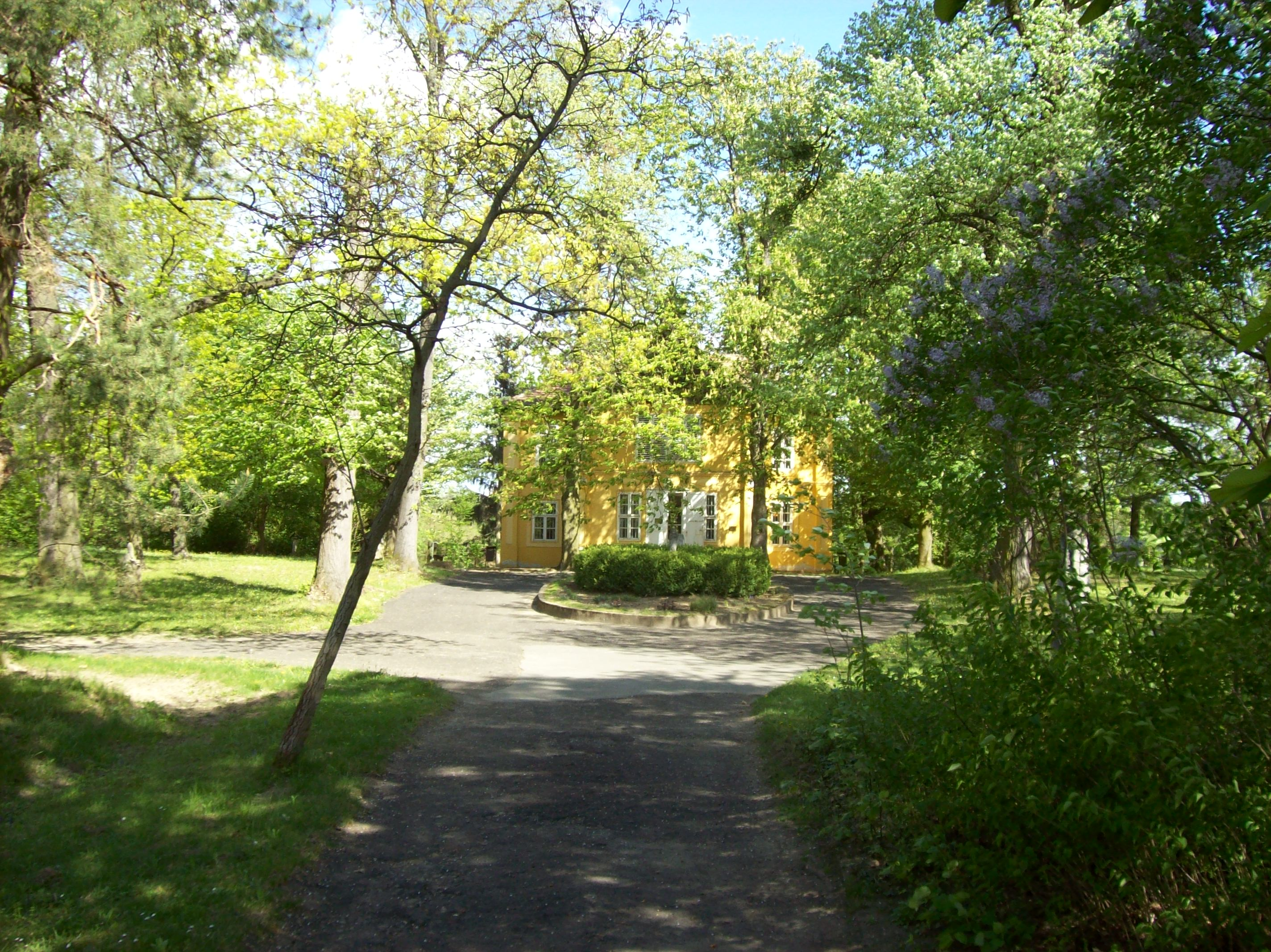
A villa épülete és parkja